# Bernard Janeček
Bernard Janeček (28. listopadu 1814 Borohrádek – 1887 pravděpodobně v USA) byl jeden z vojenských členů Slovenské národní rady ve slovenském povstání v letech 1848 až 1849, byl zástupcem vrchního velitele.

## Život
Bernard Janeček se narodil v Borohrádku do rodiny obchodníka a hostinského Františka Janečka a jeho manželky Františky. Studoval na gymnáziu v Rychnově nad Kněžnou. Studium však nedokončil a věnoval se samostatně studiu lesnictví. V roce 1831 odešel cestovat po Uhersku. V roce 1837 se vrátil k rodičům. V roce 1838 odešel do Budapešti, kde si postavil dům a pozval k sobě své tři sestry. Ovládal několik jazyků, zajímal se o slovanský aktivismus a seznámil se s mladými slovenskými intelektuály jako například s Ľudovítem Štúrem či Jozefem Miloslavem Hurbanem, který ho považovali za radikála. Revoluce ho zastihla v Bratislavě, kde se nacházeli i Štúr a Hurban. Společně uvažovali o možnostech obhajoby slovenských zájmů v revolučním varu. Zapojil se do pražského povstání během roku 1848 a svou odvahou si vysloužil respekt, i díky kterému se stal velitelem slovenských dobrovolníků. Zapojil se do jejich náboru ve Vídni. Dvakrát byl v Záhřebu urgovat peníze na povstání od bána Jelačiče. V rámci přípravy povstání a navazování kontaktů procestoval celé Slovensko. 17. září 1848 vyrazili dobrovolníci z Vídně. Velitelský sbor tvořil Janeček, Bloudek a Zach. Základnou operaci byla Myjava, kde bylo vyhlášeno založení Slovenské národní rady. Janeček byl velitelem setin složených z rolníků zmobilizovaných v kraji a zúčastnil se všech bojů. V bojích se vyznamenal a za to si vysloužil přezdívku druhý Žižka. Prosazoval ofenzivní taktiku. Při ústupu na Moravu velel zadnímu voji. Po potlačení zářijové výpravy přebýval ve Vídni, kde byla na něj vypsána odměna. I v Čechách byl sledován. V rámci příprav dalšího povstání byl skeptický ke spolupráci s Vídní. Účastnil se i druhé vojenské výpravy ve spolupráci s rakouskou armádou. Jeho sbor se zúčastnil obléhání pevnosti Leopoldov, v níž byli maďarští vojáci. Vzhledem k intrikám císařských velitelů a neustálé rozdíly v názorech se v únoru 1848 vzdal velení. Odešel do Kroměříže, kde v té době zasedal říšský sněm. Tam předal prostřednictvím klubu slovanských poslanců spis o stížnosti proti postupu rakouské vlády na Slovensku a promaďarské politice královských komisařů. V březnu 1849 byl na něj vydán zatykač a až do roku 1853 byl uvězněn. Obvinění mu nebyla prokázána. Později se vystěhoval do Spojených států amerických.